# Дегенеративно-дистрофическое заболевание диска
Дегенеративно-дистрофическое заболевание диска (ДДЗД) описывает дисфункцию  межпозвоночного диска человека. Несмотря на терминологию, ДДЗД не является ни объединённым заболеванием, ни прогрессирующим дегенеративным расстройством. В противоположность этому, дегенерация диска — это часто встречающийся эффект ежедневного стресса и небольших повреждений, которые приводят к постепенному обезвоживанию фиброзного кольца или жесткой внешней оболочки диска, и к её ослаблению. При обезвоживании дисков также происходит их ослабление и инициируются дегенеративные процессы. Суммарно, эти процессы под действием нагрузки на позвоночник приводят к сдавливанию корешков спинного мозга, и сопровождаются сильными болями и слабостью.
Дегенеративно-дистрофическое заболевание диска может провоцировать острую или хроническую боль в спине или шее, но, как правило, болевые ощущения, локализующиеся в месте поврежденного диска, связаны по интенсивности с давлением на область, окружающую нервные корешки.
Типичными рентгенографическими данными ДДЗД являются черные диски, сужение дискового пространства, вакуумные диски, склероз конечной пластинки и образование остеофитов.
ДДЗД может колоссально влиять на качество жизни. Дегенерация диска является болезнью микро/макротравмы и старения, и хотя для большинства людей это не проблема, у некоторых людей пораженный диск может вызвать серьёзную хроническую боль, если не было применено соответствующее лечение. 

## Причины
Термин "заболевание дегенеративного диска" — употребляется немного неправильно, поскольку технически оно не является болезнью и не является строго дегенеративным. Это не считается болезнью из-за того, что дегенеративные изменения в позвоночнике являются естественными и распространенными в общей популяции.
Здоровый диск между каждым из позвонков в позвоночнике будет удерживать воду в центре, известном как студенистое ядро, которое обеспечивает амортизацию и гибкость для позвоночника. Большая часть механического напряжения, вызванного повседневными движениями, переносится на диски в пределах позвоночника, и содержащаяся внутри вода позволяет им эффективно поглощать удар. При рождении типичное студенистое ядро человека содержит около 80% воды. Однако естественные ежедневные стрессы и незначительные травмы могут привести к постепенному обезвоживанию фиброзного кольца или жесткой внешней оболочки диска.
Обезвоживание снижает эластичность диска и приводит к постепенному коллапсу и сужению с разрывом в позвоночнике. Поскольку пространство между позвонками уменьшается, чрезмерное давление, оказываемое на диски, приводит к образованию крошечных трещин и разрывов, появляющихся в кольцевом пространстве. Если давление достаточно сильное, то через указанные трещины просачивается вещество студенистого ядра, которое за пределами фиброзного кольца образует грыжу межпозвонкового диска.
Если происходит коллапс диска, то два позвонка, выше- и нижележащий, вынуждены смещаться, что вызывает нарушение их функционирования.
Дегенеративное заболевание диска возникает преимущественно по наследственным причинам.

## Признаки и симптомы
Дегенеративное заболевание диска может привести к боли в нижней части спины или верхней части шеи, но это верно не во всех случаях. Фактически, количество случаев ДДЗД слабо коррелирует с выраженным у пациентов болевым синдромом. Часть пациентов не испытывает боли, в то время как другие, с точно таким же характером повреждений диска, имеют сильную хроническую боль. Наличие болевого синдрома во многом зависит от расположения пораженного диска и давления, которое оказывается на позвоночный столб и окружающие его нервные корешки.
Дегенеративная болезнь диска является одним из наиболее распространенных источников боли в спине и затрагивает примерно 30 миллионов человек каждый год. При симптоматическом дегенеративном заболевании диска боль может варьироваться в зависимости от расположения пораженного диска. Вырожденный диск в нижней части спины может приводить к боли в пояснице, иногда к искривлению бедер, а также к боли в ягодицах, бедрах или ногах. Если давление оказывает воздействие на нервы при воздействии студенистого ядра, может также возникать спорадическое покалывание или слабость в коленях и ногах.
Дегенерация диска в верхней части шеи часто приводит к боли в области шеи и плеч. Покалывание в пальцах может также быть очевидным, если происходит повреждение нерва.
Боль чаще всего ощущается или усугубляется движениями, такими как сидение, изгиб, поднятие и скручивание.
После травмы некоторые диски разрушаются вследствие воспаления, и боль имеет приходящий характер. Некоторые пациенты имеют нервные окончания, которые проникают глубже в фиброзное кольцо, что является предрасположенностью к болевому синдрому. В альтернативном варианте заживление травмы соединительной тканью может привести к иннервации рубцовой ткани и болевым импульсам от диска, так как эти нервы раздражаются веществом студенистого ядра. Дегенеративное заболевание диска может привести к хроническому ухудшению состояния и оказать серьёзное негативное влияние на качество жизни человека. В случае выраженного болевого синдрома, консервативное лечение может быть неэффективным.

## Патогенез

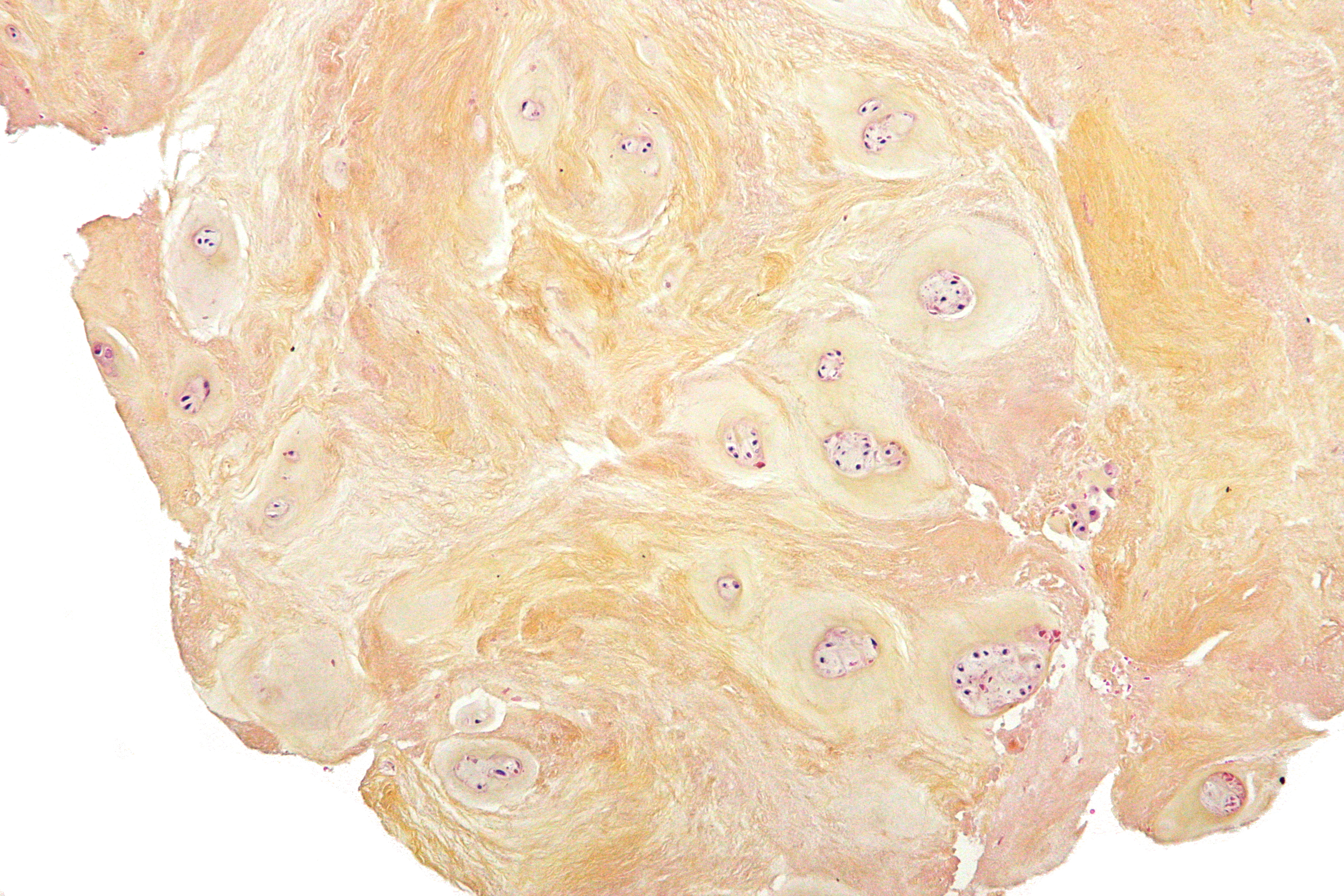
Микрофотография фрагмента дегенеративного изменения позвоночного диска, демонстрирующего фиброхрящ и кластеры хондроцитов. ГФШ окраска.

Обычными маркерами дегенеративного процесса при гистологическом исследовании являются фиброхрящевая ткань и наличие кластеров хондроцитов, которые свидетельствуют о реперативном процессе. Воспалительный процесс не обязательно сопровождает ДДЗД. Гистологическое исследование фрагментов диска, подвергшихся резекции для предполагаемого ДДЗД является обычным делом, чтобы исключить злокачественные новообразования.
Фиброхрящ вытесняет материал студенистого ядра, что является возрастным изменением. Также может наблюдаться усыхание студенистого ядра, которое вызывают пролапс или сгибание фиброзного кольца с образованием на краях между телами позвонков вторичного остеофита. К патологии ДДЗД  относят протрузию, спондилолиз, смещение  позвонков (спондилолистез) и стеноз позвоночного канала. Существует возможность разрыва фиброзного кольца, что приведет к грыже студенистого ядра.

## Диагностика
Диагностика дегенеративно-дистрофического заболевания диска обычно состоит из анализа индивидуальной истории болезни пациента, физикального исследования, предназначенного для выявления мышечной слабости, болевого синдрома, определения объёма движения, и МРТ-сканирования для подтверждения диагноза и исключения других причин.

## Лечение
Часто, дегенеративно-дистрофическое заболевание диска можно вылечить без хирургического вмешательства. Одна или несколько процедур, таких как: физическая терапия, инъекции противовоспалительными (нестероидными) препаратами, вытягивание позвоночника или эпидермальными стероидными инъекциями, которые облегчают болевые симптомы.
Хирургическое вмешательство рекомендуется, если консервативные методы лечения не действуют в течение двух-трех месяцев. Если наблюдаются сильные боли, слабость или онемение в спине или ногах, которые затрудняют движения(чаще всего это характерно при спондилодезе), при этом лечение или физическая терапия неэффективны, в таких случаях необходимо хирургическое вмешательство. Есть много хирургических вариантов для лечения ДДЗД. Наиболее распространенными хирургическими методами лечения являются:.
- Передняя цервикальная дискэктомия и слияние: Процедура, которая достигает шейный отдел позвоночника (шеи) через небольшой разрез в передней её части. Межпозвоночный диск удаляется и заменяется с небольшой пробкой из костей или другими заменителями трансплантата.
- Цервикальная корпэктомия: Процедура, которая удаляет часть позвонка и межпозвоночного диска, чтобы обеспечить декомпрессию шейного отдела спинного мозга и спинномозговых нервов.Трансплантация костей, а в некоторых случаях металлические пластины и винты, используются для стабилизации позвоночника.
- Динамическая стабилизация: После дискэктомии, производится стабилизирующая имплантация с «динамическим» компонентом. Это может быть с использованием винтов Pedicle (таких как Dynesys или гибкий стержень) или межостистые прокладки с лентами (например, связка Уоллиса). Эти устройства снимают давление с диска, перенаправляя давление через заднюю часть позвоночника. Подобно слиянию, эти имплантаты позволяют поддерживать подвижность сегмента, позволяя сгибаться и растягиваться.
- Фасетэктомия: Процедура которая удаляет часть (фасеточных) суставов, чтобы увеличить пространство.
- Фораминотомия: Процедура, которая увеличивает диаметр межпозвоночного отверстия и выполняется она для декомпрессии спинномозгового нерва. Оперативное лечение может быть выполнено самостоятельно или с помощью ламинотомии.
- Аннулопластика межпозвоночных дисков: